# Peter Driben
Peter Driben (* 22. Oktober 1902 in Boston, Massachusetts; † September 1968) war ein US-amerikanischer Pin-up-Künstler und galt als einer der produktivsten Pin-up-Künstler der 1940er und 1950er Jahre.

## Leben
Driben studierte in seiner Geburtsstadt an der Vesper George Art School, bevor er um 1925 nach Paris zog. Während er 1925 Unterricht an der Sorbonne nahm, begann er mit einer Reihe populärer Federzeichnungen der Showgirls der Stadt. Sein erstes bekanntes Pin-up war das Cover von La Paree Stories im März 1934. Bis 1935 produzierte er Cover für Snappy, Pep, New York Nights, French Night Life und Caprice. Dribens Popularität stieg in den späten dreißiger Jahren mit Coverversionen für Silk Stocking Stories, Gay Book, Movie Merry-Go-Round und Real Screen Fun weiter an.
Sein Schaffen weitete sich nach seinem Umzug nach New York City Ende 1936 auf die Werbung aus. Er schuf dreidimensionale gestanzte Schaufensterauslagen für Philco Radios, Cannon Bath Towels und die Weber Baking Company. Sein vielleicht berühmtestes Werk sind die Originalplakate und Werbegrafiken für The Maltese Falcon (1941). Peter Driben war ein Freund des Verlegers Robert Harrison und wurde 1941 beauftragt, Titelseiten für Harrisons neues Magazin Beauty Parade zu produzieren. Er malte Hunderte von Covers für diese Publikation und für die anderen sieben Titel, die Harrison herausbringen sollte – Flirt, Whisper, Titter, Wink, Eyeful, Giggles und Joker. Dabei veröffentlichte Driben oft jeden Monat bis zu sechs oder sieben Cover. Seine Arbeit für Harrison machte ihn zu einem der anerkanntesten und erfolgreichsten Pin-up- und Glamour-Künstler Amerikas. Kurz bevor er für Harrison zu arbeiten begann, heiratete Driben die Künstlerin, Schauspielerin und Dichterin Louise Kirby.
1944 bot sich ihm die für einen Pin-up-Künstler ungewöhnliche Gelegenheit, Art Director der New York Sun zu werden, eine Position, die er bis 1946 behielt, erregte mediale Aufmerksamkeit.
1956 zogen Driben und seine Ehefrau Louise nach Miami Beach, wo er seine Ruhestandsjahre damit verbrachte, Porträts (einschließlich eines von Dwight D. Eisenhower) und andere Kunstwerke zu malen, die von seiner Frau in erfolgreichen Ausstellungen organisiert wurden. Peter Driben starb 1968, seine Witwe Louise 1984.